# V5 (motor)
V5 är en 5-cylindrig V-motor med tre cylindrar placerade i en cylinderbank, och två cylindrar placerade i den andra cylinderbanken. V5-motorer är extremt ovanliga och den enda motorn i serieproduktion avsedd för att användas i bilar av denna konfiguration är Volkswagens VR5-motor som tillverkades mellan 1997 och 2006. Honda använde en fyrtaksmotor i V5-konfiguration i deras RC211V-motorcyklar som tävlade i Grand Prix Roadracing mellan 2002 och 2006.